# Stefano Righetti
Stefano Righetti (...) è un filosofo italiano.

## Biografia
Il primo periodo della sua attività di ricerca si è concentrato soprattutto sui temi dell’estetica e dell’arte contemporanea. In questo ambito, fra il 1991 e il 1998, ha fondato e diretto la rivista «La Stanza Rossa», prima rivista italiana a occuparsi in maniera specifica del rapporto arte-tecnologia e arte-comunicazione negli anni 90.
Successivamente, ha affiancato alle ricerche precedenti altri filoni di indagine, volti prevalentemente all’ambito della riflessione etico-politica. È studioso del pensiero di Michel Foucault e della filosofia francese contemporanea, ai quali ha dedicato ampi studi.
Le sue ricerche attuali hanno come argomento il rapporto tra l’ecologia e il pensiero occidentale, tema su cui ha pubblicato diversi saggi e volumi.
Suoi testi sono apparsi su riviste specializzate, fra le quali «Iride», «Dianoia» e «Millepiani».